# B.I.G (grupo)
B.I.G (hangul: 비아이지; também conhecido como Boys In Groove), é um grupo sul-coreano com cinco membros formado pela GH Entertainment em Seul, Coreia do Sul. Que estreou em 9 de julho de 2014, com seu primeiro single digital "Hello".

## História

### Pré-debut
Os cinco membros do B.I.G foram trainees antes de se tornarem membros do grupo e entre eles há uma média de três anos de trainee. Três dos membros do grupo: Gunmin, Minpyo e Heedo, treinaram na conhecida Plug In Music Academy. Benji anteriormente tinha sido um estudante no Cleveland Institute of Music e Heifetz International Music Institute, e, posteriormente, participou da Juilliard School, antes de largar tudo, em 2011, para prosseguir uma carreira de música na Coreia do Sul. Ele toca violino desde que tinha quatro anos de idade e foi um membro da Orquestra Sinfônica Jovem de Seattle. Antes de se juntar à GH Entertainment, Minpyo tinha sido trainee na Stardom Entertainment e membro do grupo trainee do Topp Dogg chamado Underdogg. Antes de debutar os meninos já ensaiavam juntos há um ano e meio.

### 2014: Debut com "Hello" e "Are You Ready?"
No dia 5 de Julho, poucos dias antes do debut do B.I.G, o grupo escolheu as ruas de Myeongdong para fazer algumas apresentações. O vídeo oficial da música de debut, "Hello", e o álbum que acompanhava o single foram lançados no dia 9 de Julho. A música imediatamente ganhou popularidade porque enaltecia a cultura coreana e promovia o país. O grupo realizou seu Debut stage no programa The Show da SBS MTV, no dia de seu debut.
No dia 16 de Outubro, B.I.G confirmou a data de lançamento de seu segundo single, "Are You Ready?". O vídeo oficial da música e o álbum de acompanhamento foram lançados no dia 21 de Outubro. O grupo começou as promoções e 22 de Outubro, apresentaram-se no seu primeiro Comeback Stage no progarama da MBC Music Show Champion.
No dia 12 de Dezembro, B.I.G lançou uma regravação da música "Last Christmas" da dupla "Wham!" para agradecer a seus fãs e comemorar o seu primeiro Natal juntos como um grupo.

### 2015: "Between Night n Music" e "Taola"
No dia 3 de Março, B.I.G anunciou o seu terceiro single, "Between Night n Music" acompanhado de teasers individuais e em grupo. O novo single do álbum e a música que acompanha o vídeo foram lançados no dia 6 de Março.
No dia 4 de Novembro, a GH Entertainment anunciou que o B.I.G iria se juntar à longa lista de Comebacks em Novembro. O videoclipe para o novo single, "Taola", foi lançado em 17 de Novembro. O álbum que acompanhava o single, Big Transformer, foi lançado no dia 19 de Novembro

### 2016: Debut Japonês eAphrodite
A GH Entertainment confirmou no final de janeiro que o B.I.G estava se preparando para seu debut Japonês que estava se aproximando, sob o comando da HY Entertainment. O grupo começou a promover no Japão com showcases em Tóquio, antes e depois de seu debut, para ajudar a torná-los mais conhecidos. Eles debutaram oficialmente no dia 23 de Março, com a versão Japonesa de "Taola", que alcançou a posição #15 no ranking semanal da Oricon.
Em 10 de Maio, B.I.G anunciou que o seu primeiro mini-álbum, Aphrodite, seria lançado mais tarde nesse mesmo mês. O mini-álbum, o videoclipe e a música single (que é a música título do álbum), foram lançados em 17 de Maio. As promoções para o álbum começaram no dia de lançamento com um showcase no programa The Show da SBS MTV.
B.I.G realizou seus primeiros show marcados no Japão, B.I.G Japan First Live, nos dias 17 e 18 de Junho no Harajuku Astro Hall, em Tóquio.

### 2017: "1.2.3" e"Hello Hello"
Em 3 de Fevereiro de 2017, B.I.G anunciou seu comeback com o quinto álbum-single, "1.2.3". O grupo teria que promover sem o rapper Minpyo, que estava afastado devido a problemas de saúde. O vídeo da música foi lançado em 13 de Fevereiro.
Em 15 de Maio, B.I.G anunciou que o seu sexto single-álbum, "Hello", seria lançado no dia 23 de Maio. B.I.G realizou seu primeiro show na Coreia do Sul, intitulado B.I.G Asia Tour in Seoul, no dia 24 de Junho, na KBS Arena, em Seul. No dia 5 de Julho, B.I.G lançou uma música de campanha intitulada "Remember", eles lançaram o single digital no dia 7 de Julho. Em Setembro, B.I.G embarcou em sua primeira turnê pela Ásia, chamada The B.I.Ginning, se apresentando em locais como Manila e Yokohama. Mais tarde naquele mês, eles realizaram sua primeira turnê no exterior, a B.I.G Special Latin Tour, passando pelo Brasil (Quatro cidades Brasileiras: Curitiba, São Paulo, Rio de Janeiro e Fortaleza) e México.
Obs: o Chile estava incluso na turnê, porém o show no Chile foi cancelado por problemas de logística.

## Membros
J-Hoon (hangul: 제이훈), nascido Im Jung-Hoon (hangul:임정훈) em 15 de julho de 1990 (34 anos).
Benji (hangul: 벤지), nascido Benjamin Bae, cujo nome coreano é Bae Jae-wook (hangul: 배제욱) em  3 de maio de 1992 (32 anos).
Gunmin (hangul: 건민), nascido Lee Gun-min (hangul: 이건민) em 3 de outubro de 1994 (30 anos).
Minpyo  (hangul: 민표), nascido Gook Min-pyo (hangul: 국민표) em 15 de novembro de 1994 (30 anos).
Heedo (hangul: 희도), nascido Yoo Hee-do (hangul: 유희도) em 22 de abril de 1996 (28 anos)).

## Discografia

### Extended plays
| Título    | Detalhes do álbum | Pico do gráfico de posições | Vendas      |
| Título    | Detalhes do álbum | KOR                         | Vendas      |
| --------- | --- | --------------------------- | ----------- |
| Aphrodite | - Lançado em: 17 de Maio de 2016 - Gravadora: GH Entertainment, CJ E&M - Formatos: CD, download digital Track listing 1. Big Transformer 2. Aphrodite (아프로디테) 3. Taola (타올라) 4. Right Now 5. Can You Hear Me (듣고 있니) 6. Take You Home (데려다 줄게) | 29                          | - KOR: 795+ |

### Os álbuns
| Título      | Detalhes do álbum | Pico do gráfico de posições | Vendas |
| Título      | Detalhes do álbum | KOR                         | Vendas |
| ----------- | --- | --------------------------- | ------ |
| Hello Hello | - Lançado em: 23 de Maio de 2017 - Gravadora: GH Entertainment, CJ E&M - Formatos: CD, download digital Track listing 1. Hello Hello 2. Strange (낯설어) 3. 1.2.3 4. Duet (듀엣) Benji & Heyne | 25                          | —      |

### Singles
| Título                                   | Ano  | Pico do gráfico posições | Pico do gráfico posições | Álbum             |
| Título                                   | Ano  | KOR                      | JPN                      | Álbum             |
| ---------------------------------------- | ---- | ------------------------ | ------------------------ | ----------------- |
| "Hello" (안녕하세요)                     | 2014 | —                        | —                        | Non-album singles |
| "Are You Ready?" (준비됐나요)            | 2014 | —                        | —                        | Non-album singles |
| "Between Night n Music" (밤과 음악 사이) | 2015 | —                        | —                        | Non-album singles |
| "Taola" (타올라)                         | 2015 | —                        | 15                       | Aphrodite         |
| "Aphrodite" (아프로디테)                 | 2016 | —                        | —                        | Aphrodite         |
| "1.2.3"                                  | 2017 | —                        | —                        | Hello Hello       |
| "Hello Hello"                            | 2017 | —                        | —                        | Hello Hello       |
| "—" denota lançamentos que não gráfico.  |      |                          |                          |                   |

#### Singles promocionais
| Ano  | Título                  |
| ---- | ----------------------- |
| 2014 | "Last Christmas"        |
| 2017 | "Remember" (기억할게요) |

### Trilhas sonoras
| Ano  | Título     | Drama             |
| ---- | ---------- | ----------------- |
| 2016 | "Hey Girl" | Moorim School OST |

## Filmografia

### Reality shows
| Ano  | Canal     | Título        | Nota(s)      |
| ---- | --------- | ------------- | ------------ |
| 2017 | MBC Music | B.I.G Project | 4 Episódios. |

## Videografia

### Vídeos de música
| Ano  | Título                  | Diretor(es)    |
| ---- | ----------------------- | -------------- |
| 2014 | "Hello"                 | Desconhecido   |
| 2014 | "Are You Ready?"        | Desconhecido   |
| 2015 | "Between Night n Music" | Desconhecido   |
| 2015 | "Taola"                 | Digipedi       |
| 2016 | "Aphrodite"             | Vikings League |
| 2016 | "Take You Home"         | Desconhecido   |
| 2017 | "1.2.3"                 | Vikings League |
| 2017 | "Hello Hello"           | Desconhecido   |

## Prêmios e indicações
| Ano     | Prêmio                                        | Resultado |
| ------- | --------------------------------------------- | --------- |
| 2014-16 | Ambassador of Korean Life Award               | Venceu    |
| 2014    | New Artist Award                              | Venceu    |
| 2015    | New Artist Award                              | Venceu    |
| 2016    | Ambassador for Peaceful Reunification Pratice | Venceu    |
| 2017    | Ambassador for Korean Youth                   | Venceu    |
| 2017    | Ambassador for Hope                           | Venceu    |